# Ники, Оуэн
Оуэн Ники (нидерл. Owen Nickie) — синт-мартенский футбольный тренер и функционер.
В 2004 году возглавлял сборную Сен-Мартена (с французской части острова). Под его руководством команда провела три матча в рамках отборочного турнира Карибского кубка 2005 против Ямайки (0:12), Гаити (0:2) и Американских Виргинских Островов (0:0) и заняла третье место в группе.
С 2006 по 2015 год возглавлял федерацию футбола Синт-Мартена, в период его президентства сборная не проводила международных матчей из-за неготовности стадиона. В 2012 он называл «прискорбным» неучастие команды в последних розыгрышах Карибского кубка.